# Hilda Aguirre
Hilda Leonor Aguirre Oliveros (Huimanguillo, Tabasco, 11 de agosto de 1948), conocida como Hilda Aguirre, es una actriz mexicana.

## Biografía y carrera

### Primeros años
Actriz mexicana nacida en Huimanguillo, Tabasco, el 11 de agosto de 1948. Hija del abogado José Manuel Aguirre Colorado, quien trabajaba en la Lotería Nacional, y de María Amparo Oliveros. 

### Trayectoria actoral y vida
Entre sus trabajos más destacados, se encuentra su participación en las películas Sor ye-ye (1967), La hermanita Dinamita (1970), y Cabalgando a la luna (1974). En televisión, sobresalió por producciones como Bárbara (1971), y Chispita (1983).
Estuvo casada con el político mexicano Mariano González Zarur, con quien tuvo un hijo, Mariano González Aguirre. El 31 de agosto de 1986, Aguirre y González sufrieron un accidente en la carretera México-Puebla mientras se dirigían a Tlaxcala, pues a las 3:00 a. m. chocaron con un camión de redilas. Hilda sufrió graves daños, como el desprendimiento del ojo derecho, nueve fracturas en el malar y dos en la nariz, por lo cual tuvo que someterse a diez cirugías y estar inactiva gran parte de los diez años siguientes. El 8 de diciembre de 2011, volvió a accidentarse en la misma carretera, pero el siniestro no pasó a mayores.
En agosto de 2014 se hizo público que padecía una enfermedad rara similar a la esclerosis múltiple que la dejó inmovilizada.
En julio de 2022, su hijo Mariano contrajo matrimonio con la política Alejandra del Moral, convirtiéndose en suegra de esta última.

## Filmografía

### Cine
- ¿Qué le dijiste a Dios? (2014) .... Marcela
- Buitres al acecho (2001)
- Reclusorio III (1999)
- Inaudito (1999)
- Maten al cóndor (1998)
- Crimen por muerte (1997)
- ¿Con quién duermes esta noche? (1996)
- Eva secuestrada y Adán... ¡como si nada! (1995) .... Eva
- Una mujer con oficio (1995)
- Cazador de cabezas (1992)
- AR-15: Comando implacable (1992)
- La metralleta infernal (1991)
- Federal de narcóticos (División Cobra) (1991)
- El bizcocho del panadero (1991)
- Ni tan bobo, ni tan vivo (1991)
- Hacer el amor con otro (1991)
- Silencio de muerte (1991)
- Dando y dando (1990)
- El garañón 2 (1990)
- A gozar, a gozar, que el mundo se va acabar (1990)
- Me lleva el tren (1990) .... Hora del Real
- Colmillos, el hombre lobo (1990)
- Un macho en el reformatorio de señoritas (1989)
- Rosa de dos aromas (1989)
- Si mi cama hablara (1989)
- Pasaporte a la muerte (1988)
- Central camionera (1988)
- Los hermanos machorro (1988)
- El cafre (1984)
- Ráfaga de plomo (1985)
- Oro blanco, droga maldita (1985) .... Omaira
- Piernas cruzadas (1984) .... Portera
- Dos de abajo (1983)
- Las modelos de desnudos (1983)
- El día del compadre (1983) .... Carmela
- El ahorcado (1983) .... Isabel
- Las perfumadas (1983)
- El vecindario II (1983)
- Días de combate (1982) .... Chica de colita
- Un macho en la casa de citas (1982)
- Abierto día y noche (1981)
- Profesor eróticus (1981)... Dra. Doris Green
- Mi nombre es Sergio, soy alcohólico (1981)
- La banda del Polvo Maldito (1979)
- La criada maravilla (1979)
- El Zorro blanco (1978)
- Tempestad (1978)
- Prisión de mujeres (1977) .... Roberta
- Furia pasional (1977)
- La viuda negra (1977)
- Bárbara (1974)
- Diamantes, oro, y amor (1973)
- Cabalgando a la luna (1972)
- El primer amor (1972) .... Aglaé
- Las hijas de don Laureano (1972)
- Nadie te querrá como yo (1971) .... Isabel Carrasco
- La pequeña señora de Pérez (1970)
- Elena y Raquel (1970) .... Elena Domínguez
- La hermanita Dinamita (1969) .... Hilda Molina
- Confesiones de una adolescente (1969)
- No se mande, profe (1967)
- Sor ye-yé (1967) .... Sor María 'Sor ye-yé'
- Cómo pescar marido (1966)
- Arrullo de Dios (1966)
- Qué hombre tan sin embargo (1965) .... Rosita

### Televisión
- Como dice el dicho (1 episodio: Ni tanto que quemé al santo, 2012) como Rocío[5]
- Los simuladores (1 episodio: El predicador, 2009)
- Mañana es para siempre (2008-2009) .... Graciela Palafox
- La esposa virgen (2005) .... Raquela Palacios
- Salomé (2001-2002) .... Nery
- El noveno mandamiento (2001) .... María Treviño
- La casa en la playa (2000) .... Casandra Del Junco
- Mujer, casos de la vida real (2000-04)
- Vivo por Elena (1998) .... Erica
- Confidente de secundaria (1996) .... Marcela
- Caminos cruzados (1994-1995) .... Lilia
- Mágica juventud (1992-1993) .... Clara
- Cadenas de amargura (1991) .... Elena Osuna de Garza
- Dulce desafío (1988-1989) .... Marina Fernández
- Principessa (1985-1986) .... Fernanda #3
- Chispita (1982-1983) .... Tía Beatriz
- Infamia (1981-1982) .... Sandra Morgado
- Dos a quererse (1977) .... Bettina
- Sábado loco, loco (1978) .... Invitada
- Bárbara (1971) .... Bárbara
- Ellas (1967)
- TV Musical Ossart (1964) .... Presentadora